# Kappeguereza
Kappeguerezaen (Colobus guereza) er en primat i gruppen slankaber, der lever i store dele af det centrale og østlige Afrika. Den langhårede pels er overvejende sort, men med en hvid krans om ansigtet og en hvid kappe ned langs begge sider. Den meget lange hale (op til 83 cm) er sort med hvid spids. Kropslængden er 52-57 cm. Tommelfingeren mangler som hos andre colobusaber. Kappeguerezaen er dagaktiv og lever i grupper, hvor en enkelt voksen han leder fire til fem hunner med unger. Territoriet forsvares bl.a. med kraftige brøl, der også kan høres om natten. Føden er ensidig og 70 procent af den kan bestå af blade fra en enkelt træart. Som hos andre bladædende aber består maven af flere afsnit og den indeholder mikroorganismer, der kan nedbryde cellulose.